# (466779) 2015 AD259
(466779) 2015 AD259 es un asteroide perteneciente al cinturón de asteroides, descubierto el 9 de septiembre de 2007 por el equipo Spacewatch desde el Observatorio Nacional de Kitt Peak (Arizona, Estados Unidos).